# Мануель-Гарсія (Техас)
Мануель-Гарсія (англ. Manuel Garcia) — переписна місцевість (CDP) в США, в окрузі Старр штату Техас. Населення — 204 особи (2020).

## Географія
Мануель-Гарсія розташований за координатами 26°20′1″ пн. ш. 98°42′6″ зх. д. / 26.33361° пн. ш. 98.70167° зх. д. (26.333654, -98.701643).  За даними Бюро перепису населення США в 2010 році переписна місцевість мала площу 0,09 км², уся площа — суходіл.

## Демографія
Згідно з переписом 2010 року, у переписній місцевості мешкали 203 особи в 62 домогосподарствах у складі 54 родин. Густота населення становила 2201 особа/км².  Було 62 помешкання (672/км²).
Расовий склад населення:
| - 94,6 % — білих - 5,4 % — осіб інших рас |

До двох чи більше рас належало 0,0 %. Частка іспаномовних становила 85,7 % від усіх жителів.
За віковим діапазоном населення розподілялося таким чином: 25,1 % — особи молодші 18 років, 63,1 % — особи у віці 18—64 років, 11,8 % — особи у віці 65 років та старші. Медіана віку мешканця становила 35,1 року. На 100 осіб жіночої статі у переписній місцевості припадало 113,7 чоловіків;  на 100 жінок у віці від 18 років та старших — 97,4 чоловіків також старших 18 років.
Цивільне працевлаштоване населення становило 72 особи. Основні галузі зайнятості: освіта, охорона здоров'я та соціальна допомога — 68,1 %, науковці, спеціалісти, менеджери — 20,8 %, сільське господарство, лісництво, риболовля — 11,1 %.